# 向山トンネル (神奈川県)
向山トンネル（むかいやまトンネル）は、神奈川県愛甲郡清川村宮ヶ瀬にある神奈川県道64号伊勢原津久井線のトンネル。やまびこ大橋交差点から厚木方へ400mほど進んだ所にあり、トンネルをぬけるとすぐに大棚沢橋がある。

## 概要
- 竣工年 1993年（平成5年）
- 延長 194m
- 幅員 6.0m

## 位置
- 北緯35度31分17.3秒 東経139度14分23.3秒 / 北緯35.521472度 東経139.239806度
- 青野原［南東］ - 地理院地図
- 向山トンネル - Google マップ

座標: 北緯35度31分17.3秒 東経139度14分23.3秒 / 北緯35.521472度 東経139.239806度